# Lista de monarcas da França

Real Brasão de Armas da França

A Monarquia Francesa durou desde o estabelecimento do Reino Franco em 486 até 1870, com exceções de vezes que o país deixou de ser uma monarquia, e, portanto, deixou de ter um sólio (trono). A dinastia merovíngia governou até 751, seguida pela dinastia carolíngia até 987. A dinastia capetiana, os descendentes de Hugo Capeto através da linhagem masculina, governaram a França de 987 até 1792 e depois novamente entre 1814 e 1848. Entretanto, os ramos da dinastia que governaram a partir de 1328 geralmente recebem nomes como Casa de Valois e Casa de Bourbon. Depois da França abolir o regime republicano, a monarquia foi restaurada, e instituído um trono imperial com a Casa de Bonaparte, sendo a soberana do país; A França também teve mais de uma família soberana que ocupou o trono real no país. Mas a monarquia só atingiu o seu ápice de fama quando o país foi um império.

## Dinastia Merovíngia
Os merovíngios eram uma dinastia de francos sálios que governaram os francos por quase trezentos anos numa região conhecida em latim como Frância, começando no meio do século V. O seu território correspondia na maioria a antiga Gália além das províncias romanas de Récia, Germânia Superior e a parte sul da Germânia. A dinastia merovíngia foi fundada por Meroveu, que foi sucedido por seu filho Quilderico I, porém foi seu neto Clóvis I que se converteu ao cristianismo. Os filhos de Clóvis conquistam o reino burgúndio, porém há disputas de territórios no sul da Gália com os godos pelo menos até 526, quando há a morte de Teodorico Amal, rei dos ostrogodos.
| Nome                                                                              | Retrato                     | Nascimento                                        | Casamento(s)                 | Morte                          |
| --------------------------------------------------------------------------------- | --------------------------- | ------------------------------------------------- | ---------------------------- | ------------------------------ |
| Clóvis I 481 – 511 (30 anos)                                                      |                             | c. 466 filho de Quilderico I e Basina da Turíngia | Clotilde 493 5 filhos        | 511 45 anos                    |
| Quildeberto I 511 – 23 de dezembro de 558 (47 anos)                               |                             | c. 496 filho de Clóvis I e Clotilde               | Ultragoda 2 filhas           | 21 de dezembro de 558 62 anos  |
| Clotário I 23 de dezembro de 558 – 29 de novembro de 561 (3 anos, 1 mes, 6 dias)  |                             | c. 497 filho de Clóvis I e Clotilde               | Gondioque c. 524 2 filhos    | 29 de novembro de 561 64 anos  |
| Clotário I 23 de dezembro de 558 – 29 de novembro de 561 (3 anos, 1 mes, 6 dias)  | Radegunda c. 532 sem filhos | c. 497 filho de Clóvis I e Clotilde               |                              | 29 de novembro de 561 64 anos  |
| Clotário I 23 de dezembro de 558 – 29 de novembro de 561 (3 anos, 1 mes, 6 dias)  | Ingunda 7 filhos            | c. 497 filho de Clóvis I e Clotilde               |                              | 29 de novembro de 561 64 anos  |
| Clotário I 23 de dezembro de 558 – 29 de novembro de 561 (3 anos, 1 mes, 6 dias)  | Aregunda 1 filho            | c. 497 filho de Clóvis I e Clotilde               |                              | 29 de novembro de 561 64 anos  |
| Clotário I 23 de dezembro de 558 – 29 de novembro de 561 (3 anos, 1 mes, 6 dias)  | Chunsina 1 filho            | c. 497 filho de Clóvis I e Clotilde               |                              | 29 de novembro de 561 64 anos  |
| Cariberto I 29 de novembro de 561 – dezembro de 567 (6 anos e 1 mês)              |                             | c. 517 filho de Clotário I e Ingunda              | Ingoberga 1 filha            | dezembro de 567 50 anos        |
| Quilperico I dezembro de 567 – setembro de 584 (16 anos, 9 mesês)                 |                             | c. 539 filho de Clotário I e Aregunda             | Audovera 4 filhos            | setembro de 584 45 anos        |
| Quilperico I dezembro de 567 – setembro de 584 (16 anos, 9 mesês)                 | Galsuinta 567 sem filhos    | c. 539 filho de Clotário I e Aregunda             |                              | setembro de 584 45 anos        |
| Quilperico I dezembro de 567 – setembro de 584 (16 anos, 9 mesês)                 | Fredegunda 4 filhos         | c. 539 filho de Clotário I e Aregunda             |                              | setembro de 584 45 anos        |
| Clotário II setembro de 584 – 18 de outubro de 629 (45 anos, 1 mês, 18 dias)      |                             | 584 filho de Quilperico I e Fredegunda            | Haldetrude 2 filhos          | 18 de outubro de 629 45 anos   |
| Clotário II setembro de 584 – 18 de outubro de 629 (45 anos, 1 mês, 18 dias)      | Bertrude 613 1 filhos       | 584 filho de Quilperico I e Fredegunda            |                              | 18 de outubro de 629 45 anos   |
| Clotário II setembro de 584 – 18 de outubro de 629 (45 anos, 1 mês, 18 dias)      | Siquilda 618 2 filhos       | 584 filho de Quilperico I e Fredegunda            |                              | 18 de outubro de 629 45 anos   |
| Dagoberto I 18 de outubro de 629 – 19 de janeiro de 639 (10 anos, 9 meses, 1 dia) |                             | 608 filho de Clotário II e Haldetrude             | Gormatrude c. 625 sem filhos | 19 de janeiro de 639 31 anos   |
| Dagoberto I 18 de outubro de 629 – 19 de janeiro de 639 (10 anos, 9 meses, 1 dia) | Nanthilde c. 630 1 filho    | 608 filho de Clotário II e Haldetrude             |                              | 19 de janeiro de 639 31 anos   |
| Clóvis II 19 de janeiro de 639 – 31 de outubro de 657 18anos, 9 meses, 12 dias    |                             | 633 filho de Dagoberto I e Nantilda               | Batilda c. 648 3 filhos      | 31 de outubro de 657 24 anos   |
| Clotário III 31 de outubro de 657 – 673 (16 anos)                                 |                             | 652 filho de Clóvis II e Batilda                  | Não se casou                 | 673 21 anos                    |
| Quilderico II 673 – 675 (2 anos)                                                  |                             | c. 653 filho de Clóvis II e Batilda               | Biliquilda 2 filhos          | 675 22 anos                    |
| Teodorico III 675 – 691 (16 anos)                                                 |                             | 654 filho de Clóvis II e Batilda                  | Clotilda 2 filhos            | 691 37 anos                    |
| Teodorico III 675 – 691 (16 anos)                                                 | Amalaberga c. 674 4 filhos  | 654 filho de Clóvis II e Batilda                  |                              | 691 37 anos                    |
| Clóvis IV 691 – 695 (4 anos)                                                      |                             | 677 filho de Teodorico III e Clotilda             | Não se casou                 | 694 17 anos                    |
| Quildeberto III 694 – 13 de abril de 711 (17 anos)                                |                             | 678 filho de Teodorico III e Clotilda             | Ermenchilde c. 697 1 filho   | 13 de abril de 711 33 anos     |
| Dagoberto III 13 de abril de 711 – 715 (4 anos)                                   |                             | 699 filho de Quildeberto III e Ermenchilde        | Esposa desconhecida          | 715 16 anos                    |
| Quilperico II 715 – 13 de fevereiro de 721 (6 anos)                               |                             | c. 672 provavelmente filho de Teodorico III       | Esposa desconhecida          | 13 de fevereiro de 721 49 anos |
| Teodorico IV 13 de fevereiro de 721 – 737 (16 anos)                               |                             | c. 713 filho de Dagoberto III                     | Esposa desconhecida          | 737 24 anos                    |
| Interregnum 737 – 743 (6 anos)                                                    |                             |                                                   |                              |                                |
| Quilderico III 743 – novembro de 751 (deposto)(8 anos)                            |                             | c. 717 filho de Quilperico II ou Teodorico IV     | Esposa desconhecida 1 filho  | 754 37 anos                    |

## Dinastia Carolíngia
A dinastia carolíngia era uma família franca de nobres com origens na dinastia pipinida do século VII. A família consolidou o seu poder no século VIII, conseguindo eventualmente os cargos de Mordomo do Palácio e Duque dos Francos de forma hereditária e tornando-se os verdadeiros governantes dos francos como a força por de trás do trono. A dinastia merovíngia, que até 751 governava os francos germânicos por direito, foi deposta do seu direito com o consentimento papal e da aristocracia, com o carolíngio Pepino, o Breve sendo coroado Rei dos Francos.
| Nome                                                                                | Retrato                             | Nascimento                                                      | Casamento(s)                          | Morte                         |
| ----------------------------------------------------------------------------------- | ----------------------------------- | --------------------------------------------------------------- | ------------------------------------- | ----------------------------- |
| Pepino 751 – 24 de setembro de 768 (17 anos)                                        |                                     | 714 filho de Carlos Martel e Rotrude de Trier                   | Berta de Laon 741 8 filhos            | 24 de setembro de 768 54 anos |
| Carlomano I 24 de setembro de 768 – 4 de dezembro de 771 (3 anos, 3 meses, 20 dias) |                                     | 28 de junho de 751 filho de Pepino e Berta de Laon              | Gerberga 2 filhos                     | 4 de dezembro de 771 20 anos  |
| Carlos I 24 de setembro de 768 – 28 de janeiro de 814 (45 anos, 4 mês, 8 dias)      |                                     | 2 de abril de 742 filho de Pepino e Berta de Laon               | Desiderata 770 sem filhos             | 28 de janeiro de 814 71 anos  |
| Carlos I 24 de setembro de 768 – 28 de janeiro de 814 (45 anos, 4 mês, 8 dias)      | Hildegarda de Vinzgouw 771 9 filhos | 2 de abril de 742 filho de Pepino e Berta de Laon               |                                       | 28 de janeiro de 814 71 anos  |
| Carlos I 24 de setembro de 768 – 28 de janeiro de 814 (45 anos, 4 mês, 8 dias)      | Fastrada 784 2 filhas               | 2 de abril de 742 filho de Pepino e Berta de Laon               |                                       | 28 de janeiro de 814 71 anos  |
| Carlos I 24 de setembro de 768 – 28 de janeiro de 814 (45 anos, 4 mês, 8 dias)      | Luitgarda 794 sem filhos            | 2 de abril de 742 filho de Pepino e Berta de Laon               |                                       | 28 de janeiro de 814 71 anos  |
| Luís I 28 de janeiro de 814 – 20 de junho de 840 (26 anos, 5 meses, 8 dias)         |                                     | 778 filho de Carlos I e Hildegarda de Vinzgouw                  | Ermengarda de Hesbaye c. 794 6 filhos | 20 de junho de 840 62 anos    |
| Luís I 28 de janeiro de 814 – 20 de junho de 840 (26 anos, 5 meses, 8 dias)         | Judite da Baviera 2 filhos          | 778 filho de Carlos I e Hildegarda de Vinzgouw                  |                                       | 20 de junho de 840 62 anos    |
| Carlos II 20 de junho de 840 – 6 de outubro de 877 (37 anos, 4 meses, 14 dias)      |                                     | 13 de junho de 823 filho de Luís I e Judite da Baviera          | Ermentrude de Orleães 842 10 filhos   | 6 de outubro de 877 54 anos   |
| Carlos II 20 de junho de 840 – 6 de outubro de 877 (37 anos, 4 meses, 14 dias)      | Riquilda da Provença 870 5 filhos   | 13 de junho de 823 filho de Luís I e Judite da Baviera          |                                       | 6 de outubro de 877 54 anos   |
| Luís II 6 de outubro de 877 – 10 de abril de 879 (2 anos, 6 meses, 4 dias)          |                                     | 1 de novembro de 846 filho de Carlos II e Ermentrude de Orleães | Ansgarde de Borgonha 2 filhos         | 10 de abril de 879 32 anos    |
| Luís II 6 de outubro de 877 – 10 de abril de 879 (2 anos, 6 meses, 4 dias)          | Adelaide de Paris 875 2 filhos      | 1 de novembro de 846 filho de Carlos II e Ermentrude de Orleães |                                       | 10 de abril de 879 32 anos    |
| Luís III 10 de abril de 879 – 5 de agosto de 882 (3 anos, 4 meses, 5 dias)          |                                     | c. 863 filho de Luís II e Ansgarde de Borgonha                  | Não se casou                          | 5 de agosto de 882 19 anos    |
| Carlomano II 10 de abril de 879 – 6 de dezembro de 884 (5 anos,8 meses, 4 dias)     |                                     | c. 866 filho de Luís II e Ansgarde de Borgonha                  | Não se casou                          | 6 de dezembro de 884 18 anos  |
| Carlos, o Gordo 20 de maio de 885 – 13 de janeiro de 888 (3 anos, 4 meses, 7 dias)  |                                     | 13 de junho de 839 filho de Luís, o Germânico e Emma da Baviera | Ricarda da Suábia 862 sem filhos      | 13 de janeiro de 888 48 anos  |

### Dinastia Robertina (888 - 898)
| Nome                                                                        | Retrato | Nascimento                                           | Casamento(s)                | Morte                       |
| --------------------------------------------------------------------------- | ------- | ---------------------------------------------------- | --------------------------- | --------------------------- |
| Eudo 29 de fevereiro de 888 – 1 de janeiro de 898 (10 anos, 1 mês, 28 dias) |         | c. 852 filho de Roberto, o Forte e Adelaide de Tours | Téodrate de Troyes 2 filhos | 1 de janeiro de 898 46 anos |

### Dinastia Carolíngia (898 - 922)
| Nome                                                                                      | Retrato                       | Nascimento                                                 | Casamento(s)           | Morte                       |
| ----------------------------------------------------------------------------------------- | ----------------------------- | ---------------------------------------------------------- | ---------------------- | --------------------------- |
| Carlos III 28 de janeiro de 898 – 30 de junho de 922 (deposto) (29 anos, 5 meses, 2 dias) |                               | 17 de setembro de 879 filho de Luís II e Adelaide de Paris | Frederuna 907 5 filhas | 7 de outubro de 929 50 anos |
| Carlos III 28 de janeiro de 898 – 30 de junho de 922 (deposto) (29 anos, 5 meses, 2 dias) | Eadgifu de Wessex 919 1 filho | 17 de setembro de 879 filho de Luís II e Adelaide de Paris |                        | 7 de outubro de 929 50 anos |

### Dinastia Robertina (922 - 923)
| Nome                                                                   | Retrato                               | Nascimento                                                        | Casamento(s)  | Morte                      |
| ---------------------------------------------------------------------- | ------------------------------------- | ----------------------------------------------------------------- | ------------- | -------------------------- |
| Roberto I 30 de junho de 922 – 15 de junho de 923 (1 ano, quinze dias) |                                       | 15 de agosto de 866 filho de Roberto, o Forte e Adelaide de Tours | Aelis 1 filha | 15 de junho de 923 56 anos |
| Roberto I 30 de junho de 922 – 15 de junho de 923 (1 ano, quinze dias) | Beatriz de Vermandois c. 890 2 filhos | 15 de agosto de 866 filho de Roberto, o Forte e Adelaide de Tours |               | 15 de junho de 923 56 anos |

### Dinastia Basónida (923 - 936)
| Nome                                                                        | Retrato | Nascimento                                                       | Casamento(s)                  | Morte                        |
| --------------------------------------------------------------------------- | ------- | ---------------------------------------------------------------- | ----------------------------- | ---------------------------- |
| Rodolfo 13 de julho de 923 – 14 de janeiro de 936 (13 anos, 5 meses, 1 dia) |         | c. 890 filho de Ricardo, Duque da Borgonha e Adelaide de Auxerre | Emma da França 921 sem filhos | 14 de janeiro de 936 45 anos |

### Dinastia Carolíngia (898 - 922)
| Nome                                                                           | Retrato | Nascimento                                                    | Casamento(s)                            | Morte                         |
| ------------------------------------------------------------------------------ | ------- | ------------------------------------------------------------- | --------------------------------------- | ----------------------------- |
| Luís IV 19 de junho de 936 – 30 de setembro de 954 (18 anos, 3 meses, 11 dias) |         | 10 de setembro de 920 filho de Carlos III e Eadgifu de Wessex | Gerberga da Saxônia 939 8 filhos        | 30 de setembro de 954 34 anos |
| Lotário 12 de novembro de 954 – 2 de março de 986 (32 anos, 8 meses, 10 dias)  |         | 941 filho de Luís IV e Gerberga da Saxônia                    | Ema da Itália 965 2 filhos              | 2 de março de 986 45 anos     |
| Luís V 8 de junho de 986 – 22 de março de 987 (1 ano, 3 meses, 14 dias)        |         | c. 967 filho de Lotário e Ema da Itália                       | Adelaide Branca de Anjou 982 sem filhos | 22 de maio de 987 20 anos     |

## Dinastia Capetiana
Hugo Capeto foi eleito rei pela nobreza após a morte de Luís V. A dinastia capetiana governou a França continuamente de 987 até 1792 e novamente entre 1814 e 1848. Entretanto, foram os ramos da dinastia que passaram a governar depois de 1328 e geralmente recebem nomes específicos.

### Casa de Capeto
| Nome                                                                                 | Retrato                                               | Nascimento                                                      | Casamento(s)                                       | Morte                          |
| ------------------------------------------------------------------------------------ | ----------------------------------------------------- | --------------------------------------------------------------- | -------------------------------------------------- | ------------------------------ |
| Hugo Capeto 3 de julho de 987 – 24 de outubro de 996 (9 anos, 3 meses, 21 dias)      |                                                       | 941 filho de Hugo, o Grande e Edviges da Saxônia                | Adelaide da Aquitânia 3 filhos                     | 24 de outubro de 996 55 anos   |
| Roberto II 24 de outubro de 996 – 20 de julho de 1031 (35 anos, 3 meses, 4 dias)     |                                                       | 27 de março de 972 filho de Hugo Capeto e Adelaide da Aquitânia | Rosália de Ivrea 988 sem filhos                    | 20 de julho de 1031 59 anos    |
| Roberto II 24 de outubro de 996 – 20 de julho de 1031 (35 anos, 3 meses, 4 dias)     | Berta da Borgonha 996 sem filhos                      | 27 de março de 972 filho de Hugo Capeto e Adelaide da Aquitânia |                                                    | 20 de julho de 1031 59 anos    |
| Roberto II 24 de outubro de 996 – 20 de julho de 1031 (35 anos, 3 meses, 4 dias)     | Constança de Arles 1000 6 filhos                      | 27 de março de 972 filho de Hugo Capeto e Adelaide da Aquitânia |                                                    | 20 de julho de 1031 59 anos    |
| Henrique I 20 de julho de 1031 – 4 de agosto de 1060 (29 anos, 1 mês, 16 dias)       |                                                       | 4 de maio de 1008 filho de Roberto II e Constança de Arles      | Matilde da Frísia 1034 1 filha                     | 4 de agosto de 1060 52 anos    |
| Henrique I 20 de julho de 1031 – 4 de agosto de 1060 (29 anos, 1 mês, 16 dias)       | Ana de Quieve 19 de maio de 1051 4 filhos             | 4 de maio de 1008 filho de Roberto II e Constança de Arles      |                                                    | 4 de agosto de 1060 52 anos    |
| Filipe I 4 de agosto de 1060 – 29 de julho de 1108 (48 anos, 1 mes, 25 dias)         |                                                       | 23 de maio de 1052 filho de Henrique I e Ana de Quieve          | Berta da Holanda 1072 2 filhos                     | 29 de julho de 1108 56 anos    |
| Filipe I 4 de agosto de 1060 – 29 de julho de 1108 (48 anos, 1 mes, 25 dias)         | Bertranda de Monforte 15 de maio de 1092 3 filhos     | 23 de maio de 1052 filho de Henrique I e Ana de Quieve          |                                                    | 29 de julho de 1108 56 anos    |
| Luís VI 29 de julho de 1108 – 1 de agosto de 1137 (29 anos, 1 mês, 28 dias)          |                                                       | 1 de dezembro de 1081 filho de Filipe I e Berta da Holanda      | Luciana de Rochefort 1104 sem filhos               | 1 de agosto de 1137 55 anos    |
| Luís VI 29 de julho de 1108 – 1 de agosto de 1137 (29 anos, 1 mês, 28 dias)          | Adelaide de Saboia 3 de agosto de 1115 8 filhos       | 1 de dezembro de 1081 filho de Filipe I e Berta da Holanda      |                                                    | 1 de agosto de 1137 55 anos    |
| Luís VII 1 de agosto de 1137 – 18 de setembro de 1180 (43 anos. 1 mês, 17 dias)      |                                                       | 1120 filho de Luís VI e Adelaide de Saboia                      | Leonor da Aquitânia 25 de julho de 1137 2 filhas   | 18 de setembro de 1180 60 anos |
| Luís VII 1 de agosto de 1137 – 18 de setembro de 1180 (43 anos. 1 mês, 17 dias)      | Constança de Castela 1154 2 filhas                    | 1120 filho de Luís VI e Adelaide de Saboia                      |                                                    | 18 de setembro de 1180 60 anos |
| Luís VII 1 de agosto de 1137 – 18 de setembro de 1180 (43 anos. 1 mês, 17 dias)      | Adélia de Champagne 18 de outubro de 1160 2 filhos    | 1120 filho de Luís VI e Adelaide de Saboia                      |                                                    | 18 de setembro de 1180 60 anos |
| Filipe II 18 de setembro de 1180 – 14 de julho de 1223 (43 anos, 2 meses, 4 dias)    |                                                       | 21 de agostod e 1165 filho de Luís VII e Adélia de Champagne    | Isabel de Hainaut 28 de abril de 1180 1 filho      | 14 de julho de 1223 57 anos    |
| Filipe II 18 de setembro de 1180 – 14 de julho de 1223 (43 anos, 2 meses, 4 dias)    | Ingeborg da Dinamarca 15 de agosto de 1193 sem filhos | 21 de agostod e 1165 filho de Luís VII e Adélia de Champagne    |                                                    | 14 de julho de 1223 57 anos    |
| Filipe II 18 de setembro de 1180 – 14 de julho de 1223 (43 anos, 2 meses, 4 dias)    | Inês de Merânia junho de 1196 2 filhos                | 21 de agostod e 1165 filho de Luís VII e Adélia de Champagne    |                                                    | 14 de julho de 1223 57 anos    |
| Luís VIII 14 de julho de 1223 – 8 de novembro de 1226 (3 anos, 4 meses, 6 dias)      |                                                       | 5 de setembro de 1187 filho de Filipe II e Isabel de Hainaut    | Branca de Castela 23 de maio de 1200 13 filhos     | 8 de novembro de 1226 39 anos  |
| São Luís IX 8 de novembro de 1226 – 25 de agosto de 1270 (44 anos, 3 meses, 17 dias) |                                                       | 15 de abril de 1214 filho de Luís VIII e Branca de Castela      | Margarida de Provença 27 de maio de 1234 11 filhos | 25 de agosto de 1270 56 anos   |
| Filipe III 25 de agosto de 1270 – 5 de outubro de 1285 (15 anos, 2 meses, 20 dias)   |                                                       | 30 de abril de 1245 filho de Luís IX e Margarida de Provença    | Isabel de Aragão 28 de maio de 1262 4 filhos       | 5 de outubro de 1285 40 anos   |
| Filipe III 25 de agosto de 1270 – 5 de outubro de 1285 (15 anos, 2 meses, 20 dias)   | Maria de Brabante 21 de agosto de 1274 3 filhos       | 30 de abril de 1245 filho de Luís IX e Margarida de Provença    |                                                    | 5 de outubro de 1285 40 anos   |
| Filipe IV 5 de outubro de 1285 – 29 de novembro de 1314 (29 anos, 1 mês, 24 dias)    |                                                       | abril–junho de 1268 filho de Filipe III e Isabel de Aragão      | Joana I de Navarra 16 de agosto de 1284 7 filhos   | 29 de novembro de 1314 46 anos |
| Luís X 29 de novembro de 1314 – 5 de junho de 1316 (2 anos, 5 meses, 24 dias)        |                                                       | 4 de outubro de 1289 filho de Filipe IV e Joana I de Navarra    | Margarida da Borgonha 1305 1 filha                 | 5 de junho de 1316 26 anos     |
| Luís X 29 de novembro de 1314 – 5 de junho de 1316 (2 anos, 5 meses, 24 dias)        | Clemência da Hungria 19 de agosto de 1315 1 filho     | 4 de outubro de 1289 filho de Filipe IV e Joana I de Navarra    |                                                    | 5 de junho de 1316 26 anos     |
| João I 15 – 20 de novembro de 1316 (5 dias)                                          |                                                       | 15 de novembro de 1316 filho de Luís X e Clemência da Hungria   | Não se casou                                       | 20 de novembro de 1316 5 dias  |
| Filipe V 20 de novembro de 1316 – 3 de janeiro de 1322 (6 anos, 10 meses, 17 dias)   |                                                       | c. 1293 filho de Filipe IV e Joana I de Navarra                 | Joana II, Condessa da Borgonha 1307 4 filhas       | 3 de janeiro de 1322 29 anos   |
| Carlos IV 3 de janeiro de 1322 – 1 de fevereiro de 1328 (6 anos, 1 mês, 2 dias)      |                                                       | 18/19 de junho de 1294 filho de Filipe IV e Joana I de Navarra  | Branca da Borgonha 20 de maio de 1308 sem filhos   | 1 de fevereiro de 1328 33 anos |
| Carlos IV 3 de janeiro de 1322 – 1 de fevereiro de 1328 (6 anos, 1 mês, 2 dias)      | Maria do Luxemburgo 21 de setembro de 1322 sem filhos | 18/19 de junho de 1294 filho de Filipe IV e Joana I de Navarra  |                                                    | 1 de fevereiro de 1328 33 anos |
| Carlos IV 3 de janeiro de 1322 – 1 de fevereiro de 1328 (6 anos, 1 mês, 2 dias)      | Joana de Évreux 11 de maio de 1326 1 filha            | 18/19 de junho de 1294 filho de Filipe IV e Joana I de Navarra  |                                                    | 1 de fevereiro de 1328 33 anos |

### Casa de Valois
| Nome                                                                                 | Retrato                                              | Nascimento                                                           | Casamento(s)                                              | Morte                          |
| ------------------------------------------------------------------------------------ | ---------------------------------------------------- | -------------------------------------------------------------------- | --------------------------------------------------------- | ------------------------------ |
| Filipe VI 1 de abril de 1328 – 22 de agosto de 1350 (22 anos, 4 meses, 21 dias)      |                                                      | 1293 filho de Carlos, Conde de Valois e Margarida, Condessa de Anjou | Joana da Borgonha julho de 1313 2 filhos                  | 22 de agosto de 1350 57 anos   |
| Filipe VI 1 de abril de 1328 – 22 de agosto de 1350 (22 anos, 4 meses, 21 dias)      | Branca de Navarra 29 de janeiro de 1349 1 filha      | 1293 filho de Carlos, Conde de Valois e Margarida, Condessa de Anjou |                                                           | 22 de agosto de 1350 57 anos   |
| João II 22 de agosto de 1350 – 8 de abril de 1364 (14 anos, 4 meses, 14 dias)        |                                                      | 16 de abril de 1319 filho de Filipe VI e Joana da Borgonha           | Bona de Luxemburgo 28 de julho de 1332 9 filhos           | 8 de abril de 1364 44 anos     |
| João II 22 de agosto de 1350 – 8 de abril de 1364 (14 anos, 4 meses, 14 dias)        | Joana I de Auvérnia 19 de fevereiro de 1350 3 filhas | 16 de abril de 1319 filho de Filipe VI e Joana da Borgonha           |                                                           | 8 de abril de 1364 44 anos     |
| Carlos V 8 de abril de 1364 – 16 de setembro de 1380 (16 anos, 5 meses, 8 dias)      |                                                      | 21 de janeiro de 1338 filho de João II e Bona de Luxemburgo          | Joana de Bourbon 8 de abril de 1350 9 filhos              | 16 de setembro de 1380 42 anos |
| Carlos VI 16 de setembro de 1380 – 21 de outubro de 1422 (42 anos, 10 meses, 5 dias) |                                                      | 3 de dezembro de 1368 filho de Carlos V e Joana de Bourbon           | Isabel da Baviera julho de 1385 12 filhos                 | 21 de outubro de 1422 43 anos  |
| Carlos VII 21 de outubro de 1422 – 22 de julho de 1461 (39 anos, 3 meses, 1 dia)     |                                                      | 22 de fevereiro de 1403 filho de Carlos VI e Isabel da Baviera       | Maria de Anjou abril de 1422 14 filhos                    | 22 de julho de 1461 58 anos    |
| Luís XI 22 de julho de 1461 – 30 de agosto de 1483 (22 anos, 1 mês, 8 dias)          |                                                      | 3 de julho de 1423 filho de Carlos VII e Maria de Anjou              | Margarida da Escócia 25 de junho de 1436 sem filhos       | 30 de agosto de 1483 60 anos   |
| Luís XI 22 de julho de 1461 – 30 de agosto de 1483 (22 anos, 1 mês, 8 dias)          | Carlota de Saboia 14 de fevereiro de 1451 3 filhos   | 3 de julho de 1423 filho de Carlos VII e Maria de Anjou              |                                                           | 30 de agosto de 1483 60 anos   |
| Carlos VIII 30 de agosto de 1483 – 7 de abril de 1498 (15 anos, 4 meses, 23 dias)    |                                                      | 30 de junho de 1470 filho de Luís XI e Carlota de Saboia             | Ana, Duquesa da Bretanha 6 de dezembro de 1491 sem filhos | 7 de abril de 1498 27 anos     |

#### Ramo de Valois-Orleães
| Nome                                                                          | Retrato                                                 | Nascimento                                                             | Casamentos                                       | Morte                        |
| ----------------------------------------------------------------------------- | ------------------------------------------------------- | ---------------------------------------------------------------------- | ------------------------------------------------ | ---------------------------- |
| Luís XII 7 de abril de 1498 – 1 de janeiro de 1515 (17 anos, 3 meses, 6 dias) |                                                         | 27 de junho de 1462 filho de Carlos, Duque d'Orleães e Maria de Cleves | Joana de Valois 8 de setembro de 1476 sem filhos | 1 de janeiro de 1515 52 anos |
| Luís XII 7 de abril de 1498 – 1 de janeiro de 1515 (17 anos, 3 meses, 6 dias) | Ana, Duquesa da Bretanha 8 de dezembro de 1491 2 filhos | 27 de junho de 1462 filho de Carlos, Duque d'Orleães e Maria de Cleves |                                                  | 1 de janeiro de 1515 52 anos |
| Luís XII 7 de abril de 1498 – 1 de janeiro de 1515 (17 anos, 3 meses, 6 dias) | Maria da Inglaterra 9 de outubro de 1514 sem filhos     | 27 de junho de 1462 filho de Carlos, Duque d'Orleães e Maria de Cleves |                                                  | 1 de janeiro de 1515 52 anos |

#### Ramo de Valois-Angolema
| Nome                                                                               | Retrato                                         | Nascimento                                                                                                | Casamento(s)                                                 | Morte                         |
| ---------------------------------------------------------------------------------- | ----------------------------------------------- | --- | ------------------------------------------------------------ | ----------------------------- |
| Francisco I 1 de janeiro de 1515 – 31 de março de 1547 (32 anos, 2 meses, 30 dias) |                                                 | 12 de setembro de 1494 filho de Carlos d'Orléans, Conde de Angolema e Luísa de Saboia, Duquesa de Nemours | Cláudia de França 18 de maio de 1514 7 filhos                | 31 de março de 1547 52 anos   |
| Francisco I 1 de janeiro de 1515 – 31 de março de 1547 (32 anos, 2 meses, 30 dias) | Leonor da Áustria 4 de julho de 1530 sem filhos | 12 de setembro de 1494 filho de Carlos d'Orléans, Conde de Angolema e Luísa de Saboia, Duquesa de Nemours |                                                              | 31 de março de 1547 52 anos   |
| Henrique II 31 de março de 1547 – 10 de julho de 1559 (12 anos, 4 meses, 21 dias)  |                                                 | 31 de março de 1519 filho de Francisco I e Cláudia de França                                              | Catarina de Médici 28 de outubro de 1533 10 filhos           | 10 de julho de 1559 40 anos   |
| Francisco II 10 de julho de 1559 – 5 de dezembro de 1560 (1 ano, 5 meses, 5 dias)  |                                                 | 19 de janeiro de 1544 filho de Henrique II e Catarina de Médici                                           | Maria da Escócia 24 de abril de 1558 sem filhos              | 5 de dezembro de 1560 16 anos |
| Carlos IX 5 de dezembro de 1560 – 30 de maio de 1574 (14 anos, 7 meses, 25 dias)   |                                                 | 27 de junho de 1550 filho de Henrique II e Catarina de Médici                                             | Isabel da Áustria 26 de novembro de 1570 1 filha             | 30 de maio de 1574 23 anos    |
| Henrique III 30 de maio de 1574 – 2 de agosto de 1589 (15 anos, 3 meses, 28 dias)  |                                                 | 19 de setembro de 1551 filho de Henrique II e Catarina de Médici                                          | Luísa de Lorena-Vaudémont 13 de fevereiro de 1575 sem filhos | 2 de agosto de 1589 37 anos   |

### Casa de Bourbon
| Nome | Retrato                                         | Nascimento                                                                                  | Casamento(s)                                           | Morte                         |
| --- | ----------------------------------------------- | ------------------------------------------------------------------------------------------- | ------------------------------------------------------ | ----------------------------- |
| Henrique IV 2 de agosto de 1589 – 14 de maio de 1610 (21 anos, 3 meses, 12 dias)                               |                                                 | 13 de dezembro de 1553 filho de Antônio de Bourbon, Duque de Vendôme e Joana III de Navarra | Margarida de Valois 18 de agosto de 1572 sem filhos    | 14 de maio de 1610 56 anos    |
| Henrique IV 2 de agosto de 1589 – 14 de maio de 1610 (21 anos, 3 meses, 12 dias)                               | Maria de Médici 17 de dezembro de 1600 6 filhos | 13 de dezembro de 1553 filho de Antônio de Bourbon, Duque de Vendôme e Joana III de Navarra |                                                        | 14 de maio de 1610 56 anos    |
| Luís XIII 14 de maio de 1610 – 14 de maio de 1643 (33 anos)                                                    |                                                 | 27 de setembro de 1601 filho de Henrique IV e Maria de Médici                               | Ana da Áustria 24 de novembro de 1615 2 filhos         | 14 de maio de 1643 41 anos    |
| Luís XIV 14 de maio de 1643 – 1 de setembro de 1715 (72 anos, 4 meses, 13 dias)                                |                                                 | 5 de setembro de 1638 filho de Luís XIII e Ana da Áustria                                   | Maria Teresa da Áustria 9 de junho de 1660 6 filhos    | 1 de setembro de 1715 76 anos |
| Luís XV 1 de setembro de 1715 – 10 de maio de 1774 (59 anos, 4 meses, 9 dias)                                  |                                                 | 15 de fevereiro de 1710 filho de Luís, Delfim da França e Maria Adelaide de Saboia          | Maria Leszczyńska 5 de setembro de 1725 10 filhos      | 10 de maio de 1774 64 anos    |
| Luís XVI 10 de maio de 1774 – 21 de setembro de 1792 (deposto e decapitado) (18 anos, 4 meses, 11 dias)        |                                                 | 23 de agosto de 1754 filho de Luís, Delfim da França e Maria Josefa de Saxônia              | Maria Antonieta da Áustria 16 de maio de 1770 4 filhos | 21 de janeiro de 1793 38 anos |
| Luís XVII 21 de janeiro de 1793 – 8 de junho de 1795 (aclamado não chegou a reinar) (2 anos, 5 meses, 13 dias) |                                                 | 27 de março de 1785 filho de Luís XVI e Maria Antonieta da Áustria                          | Não se casou                                           | 8 de junho de 1795 10 anos    |

## Casa de Bonaparte
Depois de Luís XVI ser deposto pela Revolução Francesa, a Primeira República Francesa foi instaurada entre 1792 e 1804, quando o Primeiro Cônsul Napoleão Bonaparte foi declarado Imperador dos Franceses.
| Nome                                                                                   | Retrato                                           | Nascimento                                                                   | Casamentos                                            | Morte                     |
| -------------------------------------------------------------------------------------- | ------------------------------------------------- | ---------------------------------------------------------------------------- | ----------------------------------------------------- | ------------------------- |
| Napoleão I 18 de maio de 1804 – 11 de abril de 1814 (abdicou) (10 anos, 1 mês, 7 dias) |                                                   | 15 de agosto de 1769 filho de Carlo Maria Bonaparte e Maria Letícia Ramolino | Josefina de Beauharnais 9 de março de 1796 sem filhos | 5 de maio de 1821 51 anos |
| Napoleão I 18 de maio de 1804 – 11 de abril de 1814 (abdicou) (10 anos, 1 mês, 7 dias) | Maria Luísa da Áustria 1 de abril de 1810 1 filho | 15 de agosto de 1769 filho de Carlo Maria Bonaparte e Maria Letícia Ramolino |                                                       | 5 de maio de 1821 51 anos |

## Dinastia Capetiana

### Casa de Bourbon
| Nome                                                                                  | Retrato | Nascimento                                                                       | Casamento                                              | Morte                          |
| ------------------------------------------------------------------------------------- | ------- | -------------------------------------------------------------------------------- | ------------------------------------------------------ | ------------------------------ |
| Luís XVIII 11 de abril de 1814 – 20 de março de 1815 (deposto) (1 ano, 1 mês, 9 dias) |         | 17 de novembro de 1755 filho de Luís, Delfim da França e Maria Josefa de Saxônia | Maria Josefina de Saboia 14 de maio de 1771 sem filhos | 16 de setembro de 1824 68 anos |

## Casa de Bonaparte
| Nome                                                                            | Retrato                                           | Nascimento                                                                   | Casamentos                                            | Morte                       |
| ------------------------------------------------------------------------------- | ------------------------------------------------- | ---------------------------------------------------------------------------- | ----------------------------------------------------- | --------------------------- |
| Napoleão I 20 de março – 22 de junho de 1815 (abdicou) (3 meses e 2 dias)       |                                                   | 15 de agosto de 1769 filho de Carlo Maria Bonaparte e Maria Letícia Ramolino | Josefina de Beauharnais 9 de março de 1796 sem filhos | 5 de maio de 1821 51 anos   |
| Napoleão I 20 de março – 22 de junho de 1815 (abdicou) (3 meses e 2 dias)       | Maria Luísa da Áustria 1 de abril de 1810 1 filho | 15 de agosto de 1769 filho de Carlo Maria Bonaparte e Maria Letícia Ramolino |                                                       | 5 de maio de 1821 51 anos   |
| Napoleão II 22 de junho de 1815 – 7 de julho de 1815 (deposto) (1 mês, 15 dias) |                                                   | 20 de março de 1811 filho de Napoleão I e Maria Luísa da Áustria             | Não se casou                                          | 22 de julho de 1832 21 anos |

## Dinastia Capetiana

### Casa de Bourbon
| Nome                                                                                     | Retrato | Nascimento                                                                                   | Casamento                                                      | Morte                          |
| ---------------------------------------------------------------------------------------- | ------- | -------------------------------------------------------------------------------------------- | -------------------------------------------------------------- | ------------------------------ |
| Luís XVIII 22 de junho de 1815 – 16 de setembro de 1824 (9 anos, 3 meses, 6 dias)        |         | 17 de novembro de 1755 filho de Luís, Delfim da França e Maria Josefa de Saxônia             | Maria Josefina de Saboia 14 de maio de 1771 sem filhos         | 16 de setembro de 1824 68 anos |
| Carlos X 16 de setembro de 1824 – 2 de agosto de 1830 (abdicou) (6 anos, 1 mês, 14 dias) |         | 9 de outubro de 1757 filho de Luís, Delfim da França e Maria Josefa de Saxônia               | Maria Teresa de Saboia 16 de novembro de 1773 2 filhos         | 6 de novembro de 1836 79 anos  |
| Luís XIX Antônio2 de agosto de 1830(Abdicou)(20 minutos)                                 |         | 6 de agosto de 1830 filho de Carlos X e Maria Teresa de Saboia                               | Maria Teresa Carlota da França 10 de junho de 1799 sem filhos  | 3 de junho de 1844 68 anos     |
| Henrique V2 – 8 de agosto de 1830(Designado, deposto) (7 dias)                           |         | 29 de setembro de 1820 filho de Carlos Fernando, Duque de Berry e Carolina das Duas Sicílias | Maria Teresa de Áustria-Este 16 de novembro de 1846 sem filhos | 24 de agosto de 1883 62 anos   |

### Casa de Orleães
| Nome                                                                                               | Retrato | Nascimento                                                                                       | Casamento                                           | Morte                         |
| -------------------------------------------------------------------------------------------------- | ------- | ------------------------------------------------------------------------------------------------ | --------------------------------------------------- | ----------------------------- |
| Luís Filipe I 9 de agosto de 1830 – 24 de fevereiro de 1848 (abdicou) (17 anos, 6 meses e 15 dias) |         | 6 de outubro de 1773 filho de Luís Filipe II, Duque de Orleães e Luísa Maria Adelaide de Bourbon | Maria Amélia das Duas Sicílias 1809 10 filhos       | 26 de agosto de 1850 76 anos  |
| Luís Filipe II 26 - 24 de fevereiro de 1848 (Designado, deposto) (7 dias)                          |         | 24 de agosto de 1838 filho de Fernando Filipe, Duque de Orleães e Helena de Meclemburgo-Schwerin | Maria Isabel de Orleães 30 de maio de 1864 6 filhos | 8 de setembro de 1894 56 anos |

## Casa de Bonaparte
| Nome                                                                                             | Retrato | Nascimento                                                                | Casamento                                        | Morte                        |
| ------------------------------------------------------------------------------------------------ | ------- | ------------------------------------------------------------------------- | ------------------------------------------------ | ---------------------------- |
| Napoleão III 2 de dezembro de 1852 – 4 de setembro de 1870 (deposto) (17 anos, 9 meses e 2 dias) |         | 20 de abril de 1808 filho de Luís I da Holanda e Hortênsia de Beauharnais | Eugênia de Montijo 29 de janeiro de 1853 1 filho | 9 de janeiro de 1873 64 anos |

## Árvore Genealógica
- Hugo Capeto (941-996)
  -  Roberto II de França (972-1031)
    -  Henrique I de França (1008-1060)
      -  Filipe I de França (1052-1108)
        -  Luís VI de França (1081-1137)
          -  Luís VII de França (1120-1180)
            -  Filipe II de França (1165-1223)
              -  Luís VIII de França (1187-1226)
                -  Luís IX de França (1214-1270)
                  -  Filipe III de França (1245-1285)
                    -  Filipe IV de França (1268-1314)
                      -  Luís X de França (1289-1216)
                        -  João I de França (1316)

                      -  Filipe V de França (1293-1226)
                      -  Carlos IV de França (1294-1228)

                    - Carlos de Valois (1270-1325)
                      -  Filipe VI de França (1293-1350)
                        -  João II de França (1319-1364)
                          -  Carlos V de França (1338-1380)
                            -  Carlos VI de França (1368-1422)
                              -  Carlos VII de França (1403-1461)
                                -  Luís XI de França (1423-1483)
                                  -  Carlos VIII de França (1470-1498)

                            - Luís de Valois, Duque de Orleães (1372-1407)
                              - Carlos, Duque de Orleães (1394-1465)
                                -  Luís XII de França (1462-1515)

                              - João, Conde de Angolema (1399-1467)
                                - Carlos de Orleães-Angolema (1459-1496)
                                  -  Francisco I de França (1494-1457)
                                    -  Henrique II de França (1519-1559)
                                      -  Francisco II de França (1544-1560)
                                      -  Carlos IX de França (1550-1574)
                                      -  Henrique III de França (1551-1589)

                  - Roberto de França, conde de Clermont (1256-1317)
                    - Luís I de Bourbon (1279-1341)
                      - Jaime I de Bourbon (1321-1362)
                        - João I de Bourbon (1344-1393)
                          - Luís de Bourbon, conde de Vendôme (1376-1446)
                            - João II de Bourbon (1428-1476)
                              - Francisco de Bourbon (1470-1495)
                                - Carlos de Bourbon, Duque de Vendôme (1489-1537)
                                  - Antônio de Bourbon (1518-1562)
                                    -  Henrique IV de França (1553-1610)
                                      -  Luís XIII de França (1601-1643)
                                        -  Luís XIV de França (1638-1715)
                                          - Luís, Grande Delfim de França (1661-1711)
                                            - Luís, Duque da Borgonha (1682-1712)
                                              -  Luís XV de França (1710-1774)
                                                - Luís, Delfim de França (1729-1765)
                                                  -  Luís XVI de França (1754-1793)
                                                    -  Luís XVII de França (1785-1795)

                                                  -  Luís XVIII de França (1755-1824)
                                                  -  Carlos X de França (1757-1836)

                                        - Filipe I, Duque de Orleães (1640-1701)
                                          - Filipe II, Duque d'Orleães (1674-1723)
                                            - Luís, Duque de Orleães (1703-1752)
                                              - Luís Filipe I, Duque de Orleães (1725-1785)
                                                - Luís Filipe II, Duque de Orleães (1747-1793)
                                                  -  Luís Filipe I de França (1773-1850)
                                                    - Fernando Filipe, Duque de Orleães (1810-1842)
                                                      -  Luís Filipe II de França (1838-1894)